# Kfz-Kennzeichen (Senegal)

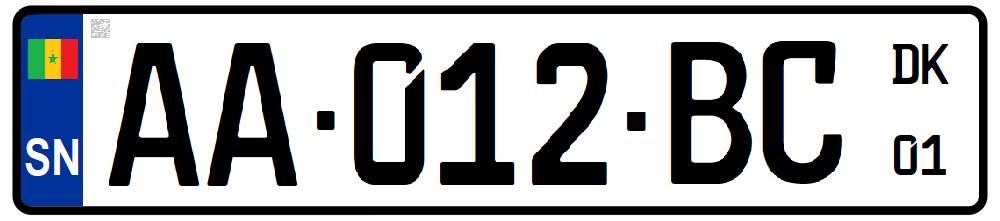
Kennzeichen aus der Region Dakar seit 2019

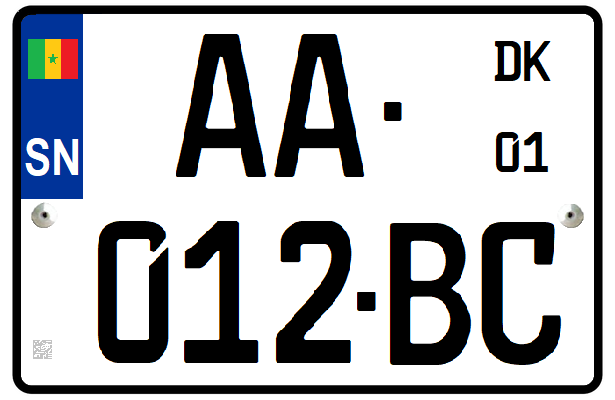
Zweizeiliges Kennzeichen

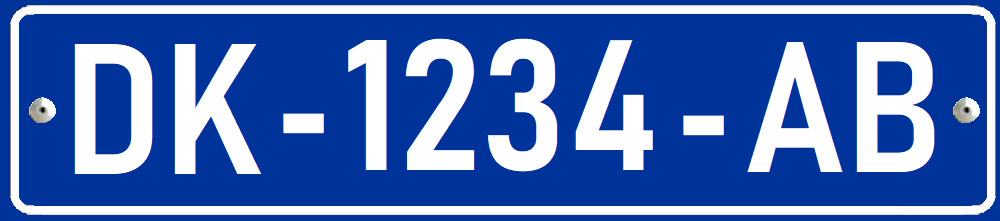
Muster der Kennzeichen zwischen 1989 und 2019

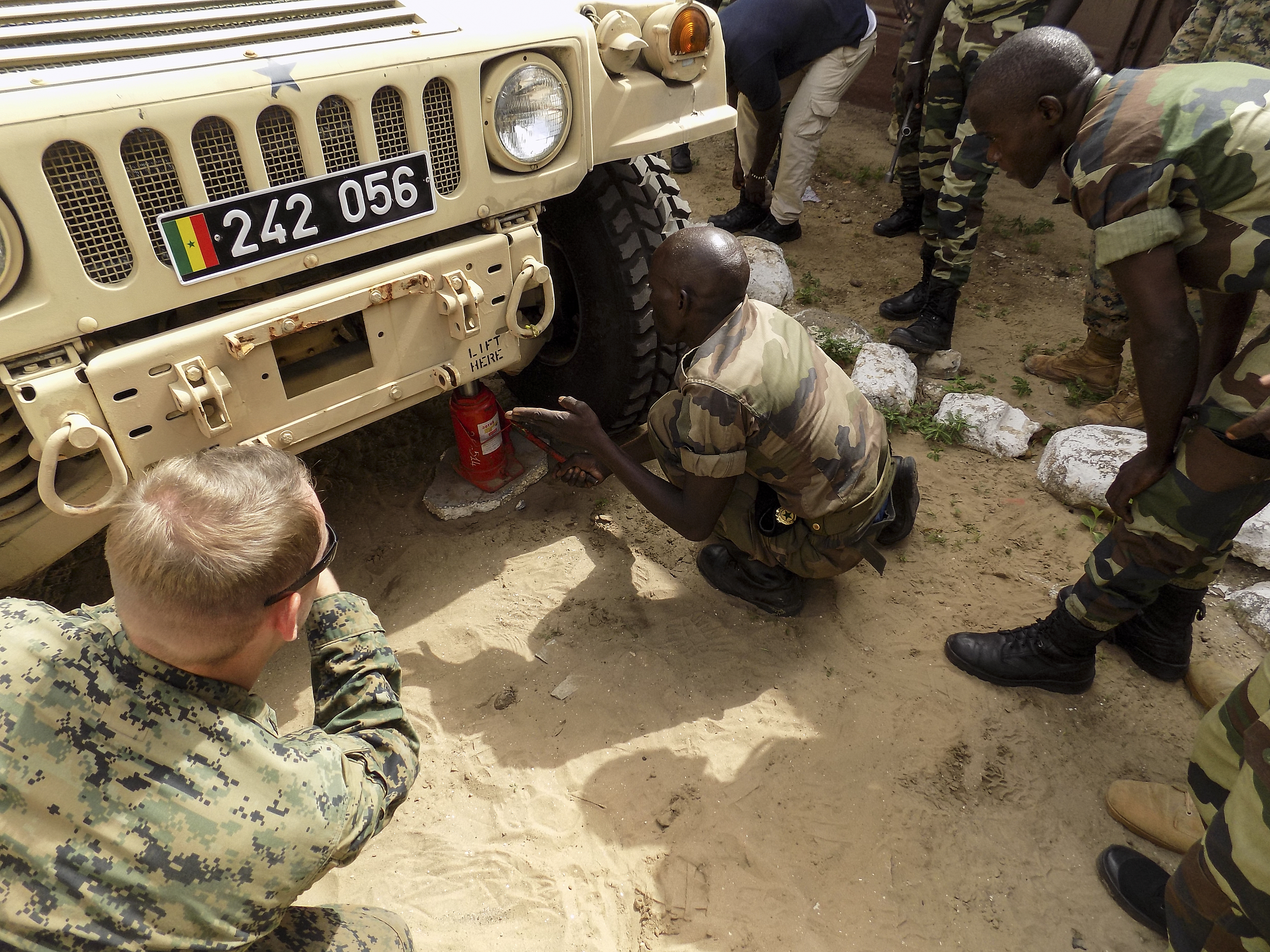
Militärkennzeichen an einem HMMWV

Für die Kraftfahrzeugkennzeichen Senegals (plaques d’immatriculation des véhicules) haben die Behörden Senegals im Jahr 2019 erstmals ein nationales System von Kfz-Kennzeichen eingeführt. Es ersetzt das bisherige regionale System und soll den Kampf gegen Betrug erleichtern. Die Kennzeichen sind nach europäischem Vorbild mit schwarzer Schrift auf weißem Grund gestaltet und besitzen das Maß 52 cm × 11 cm (einzeilig) oder 30 cm × 20 cm (zweizeilig). Am linken Rand zeigen sie ähnlich wie die Euro-Kennzeichen die Flagge Senegals über dem Nationalitätszeichen SN. Die eigentliche Kombination ist nach dem Muster AB 123 CD gestaltet und wird fortlaufend ausgegeben. Am rechten Rand wird die Herkunftsregion durch zwei verkleinerte Buchstaben angegeben. Darunter befindet sich eine zweistellige Ziffer, die das Département der Region angibt. Damit orientieren sich die senegalesischen Nummernschilder am französischen System wie es seit 2009 verwendet wird.
Militärfahrzeuge besitzen schwarze Schilder mit weißer Aufschrift. Sie zeigen zu Beginn die Nationalflagge gefolgt von einer Ziffernkombination.

## System von 1989 bis 2019
Von 1989 bis 2019 war Senegal eines der wenigen Länder, in denen regulär Kfz-Kennzeichen mit blauem Hintergrund ausgegeben wurden. Die Aufschrift war silber oder weiß. Die Schilder zeigten zunächst die beiden Regionsbuchstaben gefolgt von einem kurzen Strich, vier Ziffern, einem weiteren Strich und bis zu zwei Buchstaben. Weitere Symbolik war nicht vorhanden.
Diplomatenkennzeichen waren ebenso nach französischem Vorbild mit orangefarbener Aufschrift auf grünem Grund gestaltet. 

## Regionskürzel
| Kürzel | Region      |
| ------ | ----------- |
| DK     | Dakar       |
| DB     | Diourbel    |
| FK     | Fatick      |
| KA     | Kaffrine    |
| KL     | Kaolack     |
| KE     | Kédougou    |
| KD     | Kolda       |
| LG     | Louga       |
| MT     | Matam       |
| SL     | Saint-Louis |
| SE     | Sédhiou     |
| TC     | Tambacounda |
| TH     | Thiès       |
| ZG     | Ziguinchor  |